# 齐亚赞·本·海赛姆·阿勒赛义德
齐亚赞·本·海赛姆·本·塔里克·阿勒赛义德（羅馬化：Dhī Yazan bin Haytham bin Ṭāriq Āl Saʿīd，1990年8月21日—）是阿曼文化、体育和青年大臣以及阿曼王储。

## 傳記
齐亚赞畢業於牛津布魯克斯大學，獲得政治學學士學位。
他的父親是阿曼現任蘇丹海賽姆·本·塔里克·阿勒賽義德。他的母親是阿曼第一夫人阿哈德·宾特·阿卜杜拉。
齐亚赞自2020年8月18日起擔任文化、體育和青年大臣。他曾從2014年起在阿曼駐倫敦大使館工作了五年。
2022年7月，他畢業於桑德赫斯特皇家軍事學院。

## 榮譽

### 阿曼勋章奖章
- 阿曼勳章（英语：Order of Oman）民事一等成員（2024年11月18日授予）

### 外国勋章奖章
- 巴林
  -  謝赫·伊薩·本·薩勒曼·阿勒哈利法勳章（英语：Order of Sheikh Isa bin Salman Al Khalifa）一等成員（2024年1月7日授予）[4]